# Meiacanthus tongaensis
Meiacanthus tongaensis är en fiskart som beskrevs av Smith-vaniz, 1987. Meiacanthus tongaensis ingår i släktet Meiacanthus och familjen Blenniidae. Inga underarter finns listade i Catalogue of Life.